# 横带粗鳍鱼
横带粗鳍鱼（学名：Trachipterus cristatus）为粗鳍鱼科横带粗鳍鱼属的鱼类。分布於全球三大洋海域，属于深海鱼类，體長可達118公分，屬肉食性，以小魚及烏賊等為食。

## 外部連結
- 横带粗鳍鱼的圖片[永久]